# قائمة رؤساء جمعية لندن الجيولوجية
هذه قائمة رؤساء جمعية لندن الجيولوجية.

## القائمة
- 1807–1813 جورج بيلاس غرينو
- 1813–1815 هنري غراي بنيت
- 1815–1816 ويليام بليك
- 1816–1818 جون ماك كولوتش
- 1818–1820 جورج بيلاس غرينو
- 1820–1822 سبنسر كرومتون
- 1822–1824 ويليام بابنغتون
- 1824–1826 وليام بكلاند
- 1826–1827 جون بوستوك
- 1827–1829 ويليام هنري فيتون
- 1829–1831 آدم سيدجويك
- 1831–1833 رودريك مرشيسون
- 1833–1835 جورج بيلاس غرينو
- 1835–1837 تشارلز لايل
- 1837–1839 وليام ويلي
- 1839–1841 وليام بكلاند
- 1841–1843 رودريك مرشيسون
- 1843-1845 هنري واربورتون
- 1845-1847 ليونارد هورنر
- 1847–1849 هنري دي لا بيش
- 1849–1851 تشارلز لايل
- 1851–1853 ويليام هوبكينز
- 1853–1854 إدوارد فوربس
- 1854–1856 وليم جون هاملتن
- 1856-1856 دانيال شارب
- 1856-1858 جوزيف إليسون بورتلوك
- 1858-1860 جون فيليبس
- 1860-1862 ليونارد هورنر
- 1862–1864 أندرو كرومبي رامزي
- 1864–1866 وليم جون هاملتن
- 1866-1868 وارينجتون ويلكينسون سميث
- 1868–1870 توماس هنري هكسلي
- 1870-1872 جوزيف بريستويتش
- 1872-1874 جورج كامبل
- 1874–1876 جون إيفانز (عالم إنسان)
- 1876-1878 بيتر مارتن دنكان
- 1878-1880 هنري كليفتون سوربي
- 1880-1882 روبرت إثيريدج
- 1882-1884 جون ويتاكر هولك
- 1884-1886 توماس جورج بوني
- 1886-1888 جون ويسلي جود
- 1888–1890 ويليام توماس بلانفورد
- 1890–1892 أرشيبالد جيكي
- 1892–1894 ويلفريد هدلستون هدلستون
- 1894–1896 هنري وودوارد
- 1896–1898 هنري هيكس (جراح)
- 1898-1900 ويليام ويتاكر
- 1900–1902 جثرو جستنيان هاريس تيل[2]
- 1902–1904 تشارلز لابوورث
- 1904–1906 جون إدوارد مار
- 1906–1908 أرشيبالد جيكي
- 1908-1910 ويليام جونسون سولاس
- 1910-1912 ويليام وايتهيد واتس
- 1912-1914 أوبري ستراهان
- 1914-1916 آرثر سميث وودوارد
- 1916-1918 ألفريد هاركر
- 1918-1920 جورج وليام لامبلوغ
- 1920–1922 ريتشارد ديكسون أولدهام
- 1922-1924 ألبرت تشارلز سيوارد
- 1924-1926 جون ويليام إيفانز
- 1926-1928 فرانسيس آرثر باثر
- 1928-1930 جون والتر جريجوري
- 1930-1932 إدموند جونستون جاروود
- 1932-1934 توماس هنري هولاند
- 1934-1936 جون فريدريك نورمان جرين
- 1936-1938 أوين جونز (جيولوجي)
- 1938-1940 هنري هيرد سوينيرتون
- 1940-1941 بيرسي جورج هامنال بوزويل
- 1941-1943 هربرت ليدر هوكينز
- 1943-1945 ويليام جورج فيرنسيدس
- 1945-1947 آرثر إيليا ترومان
- 1947-1949 هربرت هارولد ريد
- 1949–1950 سيسيل إدغار تيلي
- 1950-1951 أوين جونز (جيولوجي)
- 1951–1953 جورج مارتن ليس
- 1953-1955 وليام برنارد روبنسون كينج
- 1955–1956 والتر سميث  [لغات أخرى]‏
- 1956-1958 ليونارد هوكس
- 1958-1960 سيريل جيمس ستلفيلد
- 1960–1962 سيدني إيوارت هولينجورث
- 1962–1964 أوليفر بولمان
- 1964–1966 فريدريك ويليام شوتون
- 1966-1968 كينغسلي تشارلز دنهام
- 1968-1970 توماس نيفيل جورج
- 1970–1972 ويليام ألكسندر دير
- 1972–1974 توماس ستانلي ويستول
- 1974-1976 بيرسي إدوارد كينت
- 1976-1978 إبريق والاس سبنسر
- 1978-1980 بيرسيفال ألين
- 1980-1982 إدوارد هويل فرانسيس
- 1982–1984 جانيت واتسون
- 1984-1986 تشارلز هيبورث هولاند
- 1986-1988 برنارد إلجي ليك
- 1988-1990 ديريك جون بلونديل
- 1990–1992 أنتوني ليونارد هاريس
- 1992–1994 تشارلز ديفيد كورتيس
- 1994–1996 روبرت ستيفن جون سباركس
- 1996-1998 ريتشارد فريدريك بينتر هاردمان
- 1998-2000 روبن كوكس
- 2000-2002 رونالد أوكسبرغ
- 2002-2004 مارك مودي ستيوارت
- 2004-2006 بيتر ستايلز
- 2006-2008 ريتشارد فورتي
- 2008-2010 لين فروستيك
- 2010–2012 (جوليان باتريك) بريان لوفيل
- 2012–2014 ديفيد توماس شيلستون
- 2014–2016 ديفيد أندرو تشارلز مانينغ
- 2016–2018 مالكوم براون
- 2018– نك روجرز